# Resolución 708 del Consejo de Seguridad de las Naciones Unidas
La resolución 708 del Consejo de Seguridad de las Naciones Unidas, adoptada por unanimidad el 28 de agosto de 1991, observando con pesar el fallecimiento del presidente de la Corte Internacional de Justicia, Taslim Olawale Elias, el 14 de agosto de 1991, el Consejo decidió que en concordancia al Estatuto de la Corte las elecciones para llenar la vacante se efectuarían el 5 de diciembre de 1991 en una sesión del Consejo de Seguridad y durante la cuadragésimo sexta sesión de la Asamblea General.
Singh había sido miembro de la Corte desde 1976, habiendo sido su vicepresidente entre 1979 y 1981, y su presidente entre 1981 y 1985. Su período del cargo iba a terminar en febrero de 1994.